# Джосатекі Наулу
Джосатекі Наулу (англ. Josateki Naulu; нар. 8 червня 1984) — фіджійський дзюдоїст, учасник літніх Олімпійських ігор 2012 та 2016 років.
На Церемонії відкриття літніх Олімпійських ігор 2012 був прапороносцем команди Фіджі.

## Кар'єра

### Олімпійські ігри
На Олімпіаді в Лондоні брав участь у категорії до 81 кг. На другому етапі поступився чорногорцю Срдану Мрвалєвичу.
На Олімпійських іграх 2016 в Ріо-де-Жанейро теж брав участь у категорії до 81 кг. У першому ж поєдинку поступився узбеку Шахзодбеку Сабірову
| Ігри        | Дисципліна | Раунд 1/64         | Раунд 1/32                              | Раунд 1/16         | Чвертьфінал        | Півфінал           | Втішний раунд 1    | Втішний раунд 2    | Фінал              | Фінал        |
| Ігри        | Дисципліна | Суперник Результат | Суперник Результат                      | Суперник Результат | Суперник Результат | Суперник Результат | Суперник Результат | Суперник Результат | Суперник Результат | Місце        |
| ----------- | ---------- | ------------------ | --------------------------------------- | ------------------ | ------------------ | ------------------ | ------------------ | ------------------ | ------------------ | ------------ |
| Лондон 2012 | до 81 кг   | Н/Д                | Срдан Мрвалєвич (MNE) Поразка 0000-0111 | Не проходить       | Не проходить       | Не проходить       | Не проходить       | Не проходить       | Не проходить       | Не проходить |
| Ріо 2016    | до 81 кг   | Н/Д                | Шахзодбек Сабіров (UZB) Поразка 000-001 | Не проходить       | Не проходить       | Не проходить       | Не проходить       | Не проходить       | Не проходить       | Не проходить |